# Кольоне-Ліпськ
Кольоне-Ліпськ (пол. Kolonie Lipsk) — село в Польщі, у гміні Ліпськ Августівського повіту Підляського воєводства.
Населення — 101 особа (2011).
У 1975-1998 роках село належало до Сувальського воєводства.

## Демографія
Демографічна структура станом на 31 березня 2011 року:
|          | Загалом | Допрацездатний вік | Працездатний вік | Постпрацездатний вік |
| -------- | ------- | ------------------ | ---------------- | -------------------- |
| Чоловіки | 54      | 12                 | 37               | 5                    |
| Жінки    | 47      | 6                  | 27               | 14                   |
| Разом    | 101     | 18                 | 64               | 19                   |